# Irma Brandes
Irma Brandes, geborene Fiebig, (* 4. Februar 1905 in Berlin; † 19. Mai 1995 in Wiesbaden) war eine deutsche Journalistin und Schriftstellerin.

## Leben
Irma Fiebig wurde am 4. Februar 1905 in Berlin als zweites von drei Kindern von Anna, geb. Bolle und dem Militärmusiker Eduard Fiebig geboren. Ihre ältere Schwester Eva Fiebig (1900–1984) war eine bekannte Schauspielerin, der jüngere Bruder Kurt Fiebig (1908–1988) ein renommierter Komponist und Kirchenmusiker.
Nach dem Abschluss der Schule begann sie 1923 ein Volontariat bei der Berliner Redaktion der Rheinisch-Westfälischen Zeitung. Ein Jahr später setzte sie ihre Ausbildung im Scherl-Verlag fort. 1926 ging sie für den Verlag nach Beuthen (Oberschlesien) und übernahm die Schriftleitung der verlagseigenen Frauenzeitschrift Die Oberschlesische Hausfrau. Heimatblatt für Frauen und Mädchen aller Stände. Für die Zeitschrift schrieb sie zahlreiche Artikel über aktuelle Frauenthemen. 1927 wurde sie für den Scherl-Verlag als Korrespondentin nach Leipzig abgeordnet. Im folgenden Jahr arbeitete Irma Fiebig in Berlin als Redakteurin bei der Presseabteilung der UFA. 1929 ging sie schließlich als Rheinlandkorrespondentin für den Scherl-Verlag zuerst nach Frankfurt und anschließend 1930 nach Köln, wo sie auch für andere Redaktionen freiberuflich tätig wurde.
In Köln lernte sie 1932 den Architekten und Oberbauleiter Robert Brandes kennen, den sie 1933 heiratete. Nach der Machtergreifung der Nationalsozialisten machte Robert Brandes in Köln Karriere. Zunächst als 1. kommissarischer Bürgermeister tätig, wurde er zum 1. Beigeordneten der Stadt bestimmt. Er übernahm das Ressort für das Bau- und Grundstückswesen und wurde ab 1937 zum Bürgermeister der Stadt ernannt. Irma Brandes-Fiebig schrieb ab 1933 zahlreiche Artikel für die Rheinische Blätter des Kampfbundes für Deutsche Kultur, deren Schriftleitung sie zeitweilig übernahm. 1936 beendete sie die Tätigkeit und widmete sich der freiberuflichen schriftstellerischen Tätigkeit.
Ihre erste Publikation – ein Stadtführer durch das Köln der 1930er Jahre – veröffentlichte sie 1937. Das Werk wurde mehrfach aufgelegt. Nach dem Zweiten Weltkrieg wurde der Stadtführer, bereinigt von nationalsozialistischen Textpassagen und auf die Zerstörung der Stadt angepasst, als Köln. Antlitz aus Tag und Traum neu verlegt.
1940 übernahm sie von Alice Neven DuMont den Vorsitz der Kölner GEDOK, der Gemeinschaft von bildenden Künstlerinnen, der sie seit Anfang der 1930er Jahre angehörte.
Nach dem Zweiten Weltkrieg verlegte sie den Schwerpunkt ihrer schriftstellerischen Tätigkeit auf Frauenbiografien zur Zeit der Romantik. Darüber hinaus publizierte sie Gedichte, die zum Teil von ihrem Bruder Kurt Fiebig vertont wurden.
Die letzten Jahre verbrachte Irma Brandes in Wiesbaden-Sonnenberg.

## Werke
- Köln am Rhein, Irma Brandes-Fiebig mit Toni Feldenkirchen (1937)
- Köln. Stadt am Strom (1940)
- Köln. Antlitz aus Tag und Traum (1956)
- Ich habe viel gelebt in diesen wenigen Tagen. Frauen der Romantik, mit Ursula Mauch (1968)
- Caroline. Das Leben der Caroline von Schelling (1970)
- Der Freiheit entgegen. Frauen der Romantik, mit Ursula Mauch (1989)
- Nesseln und Jasmin. Frauen auf Fürstenthronen, mit Ursula Mauch (1997)

### Gedichte
- Mit uns allein (1965)
- Um uns die Flut (1966)
- Geliebte Gefährten (1980)
- Legende einer Liebe (1984)

### Vertonungen von Kurt Fiebig
- Stockrosen, Champignon Capriccio: Duette nach Texten von Irma Brandes
- Geliebte Gefährten: Texte nach Irma Brandes
- Legende einer Liebe